# Isla Lobos (Argentina)
La isla Lobos es una isla ubicada en la costa centro-norte del Departamento Deseado de la Provincia de Santa Cruz (Argentina). Su ubicación geográfica es a 25 km al sur de la ciudad de Puerto Deseado. Se encuentra en la parte norte de la bahía de los Nodales, a 6,5 kilómetros al norte de punta Médanos Negros y a 2,5 kilómetros al oeste de punta Lobos. Sus dimensiones aproximadas son 700 metros en sentido norte-sur por 800 metros en sentido este-oeste. En realidad se trata de una península que se conecta con el continente en la marea baja.

## Descripción
Se trata de una isla de rocas ignimbríticas de la formación Bahía Laura que presenta restingas en sus costas. Presenta dos sectores, uno de mayor tamaño cercano a la costa continental y con una importante cubierta eólica, y otro separado por un puente angosto, de menores dimensiones y mayormente rocoso. Pocos kilómetros al sur existen varios islotes de pequeñas dimensiones.

## Fauna

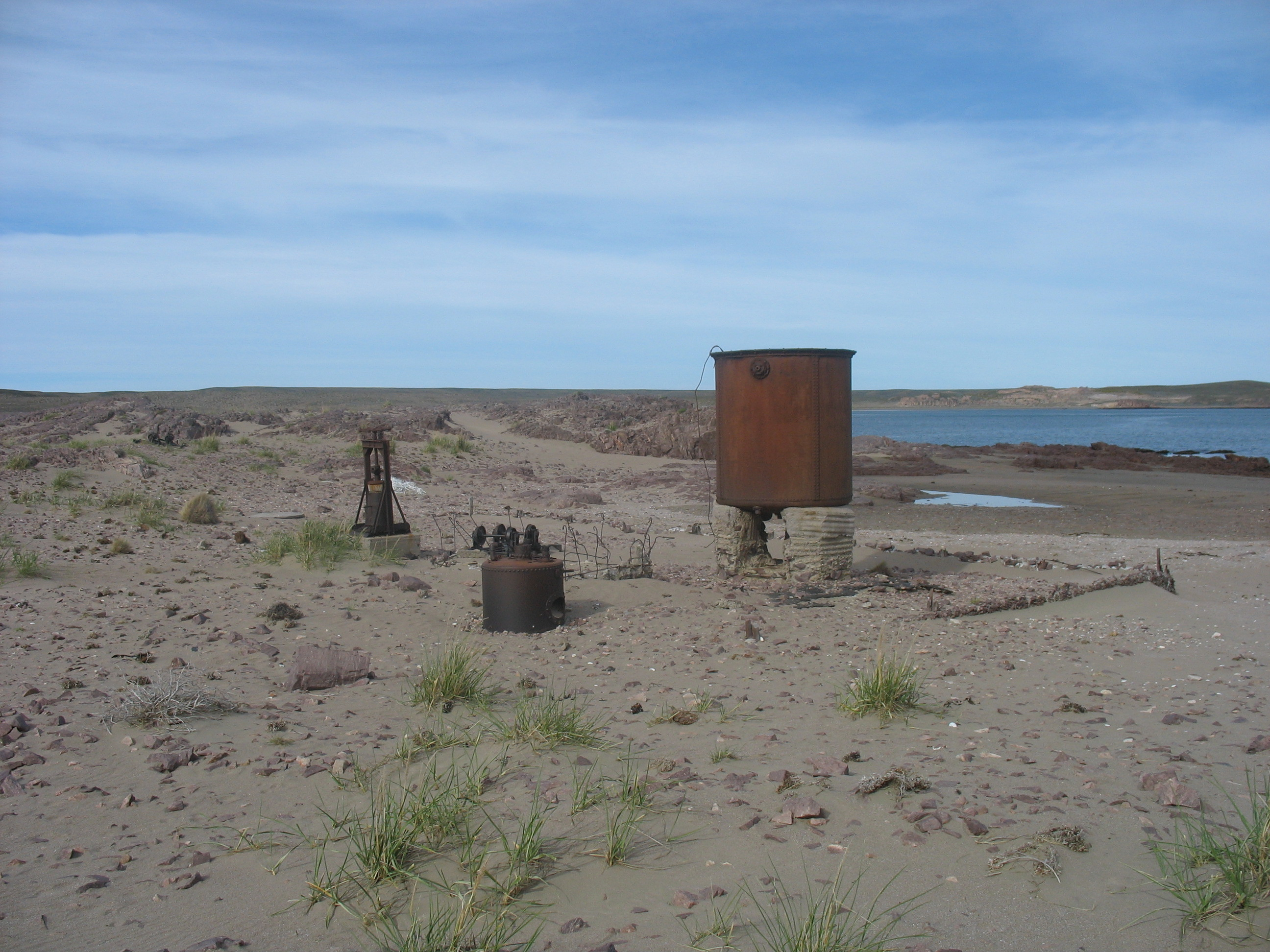
Vista de los restos abandonados en la isla Lobos.

En esta isla y los islotes cercanos existe una colonia de cría de cormorán de cuello negro (Phalacrocorax magellanicus). Existía también en esta zona una lobería de lobos marinos de un pelo (Otaria flavescens) donde se contabilizaron hasta 2000 nacimientos a principios de la década de 1950. Actualmente, es uno de los pocos lugares en la Provincia de Santa Cruz donde existen apostaderos con actividad temporaria de cría, por lo que es abandonada al finalizar la época reproductiva, sin que se sepa de momento cuáles son las loberías hacia donde se movilizan las hembras con los cachorros.
En la isla existen instalaciones abandonadas que probablemente correspondan a la explotación comercial de lobos marinos durante algún momento del siglo XX, probablemente posterior a la década de 1950, ya que este emprendimiento no es mencionado por Carrara en su relevamiento del año 1952.